# Club Hielo Huarte
El Club Hielo Huarte, conocido por motivos publicitarios como Kosner Club Hielo Huarte, es un equipo de hockey sobre hielo de Huarte (Navarra). Comenzó su andadura en 2014 con secciones masculina, femenina y juvenil.
La sección masculina compite en la Liga Nacional de Hockey Hielo, máxima categoría del deporte en España; mientras que la femenina compite en la Liga Nacional de Hockey Hielo Femenina, también máxima categoría del deporte en el que fueron subcampeonas en la temporada 2017-18.

## Historia
El Club Hielo Huarte se fundó en 2014 en la localidad navarra de 7000 habitantes del mismo nombre, ubicada en el área metropolitana de Pamplona, aprovechando la reciente construcción del Palacio de Hielo de Huarte, con el objetivo de fomentar tanto el Hockey sobre hielo como el Patinaje artístico sobre hielo.
En cuanto al hockey, ya en su primer año, la sección femenina recibió el patrocinio de la empresa de aerotermia y climatización Kosner. La sección masculina por su parte comenzó llevando el nombre de la pista de hielo, en aquel momento «Artic Huarte». 
Desde la temporada 2014-15, la sección femenina disputa la Liga Nacional de Hockey Hielo Femenina; mientras que la sección masculina debió escalar desde las categorías inferiores hasta alcanzar la Liga Nacional de Hockey Hielo en la temporada 2021-22.
La participación de ambos equipos en las competiciones se ha dado gracias a patrocinios y acuerdos tanto con la empresa Kosner como al Ayuntamiento de Huarte, el cual también fue determinante en mantener en funcionamiento el Palacio de Hielo de Huarte, única pista de hielo permanente de Navarra.

## Palmarés
| Femenina  | Femenina      | Femenina |
| Temporada | Competición   | Puesto   |
| --------- | ------------- | -------- |
| 2014-15   | Liga Nacional | 7.º      |
| 2015-16   | Liga Nacional | 6.º      |
| 2016-17   | Liga Nacional | 5.º      |
| 2017-18   | Liga Nacional | 2.º      |
| 2018-19   | Liga Nacional | 5.º      |
| 2019-20   | Liga Nacional | 9.º      |
| 2020-21   | Liga Nacional | 5.º      |
| 2021-22   | Liga Nacional | 7.º      |
| 2022-23   | Liga Nacional | 5.º      |
| 2023-24   | Liga Nacional | 4.º      |
| 2024-25   | Liga Nacional | 4.º      |

| Masculina | Masculina     | Masculina |
| Temporada | Competición   | Puesto    |
| --------- | ------------- | --------- |
| 2014-15   | Sub-16        | 3º        |
| 2015-16   | Sub-16        | 3º        |
| 2016-17   | Sub-18        | 6º        |
| 2017-18   | Sub-18        | 4º        |
| 2018-19   | Sub-17        | 4º        |
| 2019-20   | Sub-17        | 3º        |
| 2020-21   | Sub-20        | -         |
| 2021-22   | Liga Nacional | 7.º       |
| 2022-23   | Liga Nacional | 5.º       |
| 2023-24   | Liga Nacional | 7.º       |
| 2024-25   | Liga Nacional | 5.º       |